# Дисторсія

Зображення без дисторсії, з «подушкою» і «бочкою»

Дисторсія (від лат. distorsio, distortio — викривлення) — аберація оптичних систем, при якій лінійне збільшення змінюється по полю зору, порушуючи подібність між об'єктом та його зображенням.
«Подушкоподібна» дисторсія виникає у випадку, коли лінійне збільшення зростає з віддаленням елементів зображення від оптичної осі. Коли лінійне збільшення зменшується з віддаленням елементів зображення від оптичної осі — виникає «бочкоподібна» дисторсія.
Дисторсія виправляється підбором лінз і інших елементів оптичної системи при її розробці. Дисторсія в цифровому зображенні може бути виправлена програмно.

## Радіальна дисторсія
Хоча дисторсія може бути нерегулярною або мати багато закономірностей, найбільш часто зустрічаються радіально симетричні дисторсії, або приблизно такі, що є наслідком симетрії фотоапаратних лінз.  Такі основні типи радіальної дисторсії можна зазвичай класифікувати або як бочкоподібна дисторсія або подушкоподібна дисторсія.
|  | Бочкоподібна дисторсія При бочкоподібній дисторсії, збільшення зображення зменшується із збільшенням відстані від оптичної осі. Візуальний ефект є таким ніби зображення нанесене довкола сфери (або бочки). Лінзи риб'яче око, які мають напівсферичне поле зору, використовують цей тип дисторсії як спосіб відображення нескінченно широкої площини об'єкта у скінченну площу зображення. В зум об'єктивах бочкоподібна дисторсія з’являється в центрі діапазону фокусних відстаней об'єктиву і стає більшою в широкому куті діапазону. |
|  | Подушкоподібна дисторсія При бочкоподібній дисторсії, збільшення зображення буде більшою із віддаленням від оптичної осі. Візуально виглядає так що лінії, які не йдуть через центр зображення вигинаються всередину, в напрямку до центру зображення, як подушка. |

|  | Складна дисторсія Поєднанням обох типів, іноді називається вусоподібною дисторсією або складною дисторсією. Вона починається як бочкоподібна дисторсія ближче до центру зображення і плавно переходить у подушкоподібну дисторсію в напрямок до краю зображення, так що горизонтальні лінії у верхній половині кадру виглядають як вуса. |

Математично, бочкова і подушкоподібна дисторсія квадратична, що означає вони збільшуються із квадратом відстані від центру. В вусоподібній дисторсії квадратичний (степінь 4) терм є значимим: в центрі, степінь 2 бочкової дисторсії буде переважати, в той час як на краях буде переважати степінь 4 подушкоподібної дисторсії. Інші дисторсії також можуть бути можливі в принципі – подушкоподібна в центрі і бочкоподібна на краях, або дисторсія більш високого порядку (ступеня 6, 8) – але зазвичай вони не трапляються на практиці в об'єктивах, і дисторсії вищого порядку зазвичай мають малий зв'язок саме з бочкоподібним або подушкоподібним ефектами.

### Поширення

Анімаційна ілюстрація ефекту опуклості (справа) в порівнянні з початковою сіткою (зліва)

В фотографії, дисторсія зазвичай асоціюється із зум об'єктивами, особливо при збільшенні в широкому діапазоні, але також зустрічається і в об'єктивах з фіксованим фокусом, і залежить від фокусної відстані – наприклад, об'єктив Canon EF 50mm f/1.4 породжує бочкоподібну дисторсію на дуже малих фокальних відстанях. Бочкоподібна дисторсія зустрічається в ширококутних об'єктивах, і зазвичай спостерігається на широких кутах огляду в зум об'єктивах, в той час як подушкоподібна дисторсія зазвичай спостерігається в більш старих або в телеоб’єктивах низької якості. Складна дисторсія зустрічається зокрема на широких кутах деяких зум об'єктивів, в конкретних ретрофокусних об'єктивах, і в більш недавніх зумах з широким діапазоном таких як Nikon 18–200 mm.
Невеликий прояв подушкоподібної дисторсії часто зустрічається в візуальних оптичних інструментах, таких як бінокль, в якому він потрібен для зменшення ефекту опуклості.

Радіальна дисторсія може бути зрозуміла при демонстрації її ефекту на концентричні кола, як на мішені для стрільби.

Для того щоб зрозуміти ці дисторсії, слід пам'ятати що це радіальніl викривлення; оптичні системи в більшості мають обертальну симетрію (якщо не брати до уваги не радіальні дефекти), таким чином дидактично правильне тестове зображення має мати концентричні круги, що мають однакові поділки—як ціль для стрільби. На ньому можна буде спостерігати, що ці загальні дисторсії мають нелінійне відображення радіусів на зображення, що здавалося є подушкоподібним спотворенням, насправді лише збільшує радіуси кіл при відображенні для більших радіусів в порівнянні з малими радіусами. Графік, які показує перетворення радіусів (від реального об'єкта на отриманому зображенні) буде крутішим у верхньому (правому) кінці.  І навпаки, бочкоподібна дисторсія насправді зменшує радіуси великих кіл в порівнянні з колами малого радіусу. Графік, який показує перетворення радіусів буде менш крутим в верхній (правій) частині.

### Хроматична аберація
Радіальна дисторсія, яка залежить від довжини світлової хвилі називається «бічною хроматичною аберацією» — «бічна» тому що радіальна, «хроматична» тому що залежить від кольору (довжини хвилі). Це може призвести до появи кольорових смуг в високо-контрастних ділянках на зовнішніх частинах зображення. Цей ефект не варто плутати з осьовою (поздовжньою) хроматичною аберацією, яка спричиняє аберацію по всьому полю зору, зокрема фіолетовий ореол.

## Програмна корекція
Радіальна дисторсія, в якій переважають радіальні компоненти низького порядку, може бути вирівняна за допомогою моделі дисторсії Брауна,, яка також відома як модель Брауна–Конраді, що основана на ранніх роботах Конраді. Модель Брауна–Конраді виправляє обидві: радіальну і тангенціальну дисторсію, що причинена тим що фізичні елементи об'єктиву (лінзи) не ідеально вирівняні по осі. Остання також відома як децентрована дисторсія..
{\displaystyle x_{\mathrm {d} }=x_{\mathrm {u} }(1+K_{1}r^{2}+K_{2}r^{4}+\cdots )+(P_{2}(r^{2}+2x_{\mathrm {u} }^{2})+2P_{1}x_{\mathrm {u} }y_{\mathrm {u} })(1+P_{3}r^{2}+P_{4}r^{4}+\cdots )}
{\displaystyle y_{\mathrm {d} }=y_{\mathrm {u} }(1+K_{1}r^{2}+K_{2}r^{4}+\cdots )+(P_{1}(r^{2}+2y_{\mathrm {u} }^{2})+2P_{2}x_{\mathrm {u} }y_{\mathrm {u} })(1+P_{3}r^{2}+P_{4}r^{4}+\cdots )}
де:
{\displaystyle (x_{\mathrm {d} },\ y_{\mathrm {d} })} = точка спотвореного зображення, що спроєктована на площину зображення при використанні конкретного об'єктиву,
{\displaystyle (x_{\mathrm {u} },\ y_{\mathrm {u} })} = не спотворена точка зображення, яка спроєктована на ідеальну камеру-стеноп,
{\displaystyle (x_{\mathrm {c} },\ y_{\mathrm {c} })} = центр дисторсії (що прийнятий за головну точку),
{\displaystyle K_{n}} = {\displaystyle n^{\mathrm {th} }} коефіцієнт радіальної дисторсії,
{\displaystyle P_{n}} = {\displaystyle n^{\mathrm {th} }} коефіцієнт децентрованої дисторсії,
{\displaystyle r} = {\displaystyle {\sqrt {(x_{\mathrm {u} }-x_{\mathrm {c} })^{2}+(y_{\mathrm {u} }-y_{\mathrm {c} })^{2}}}}, і
{\displaystyle ...} = нескінченний ряд.
Бочкоподібна дисторсія зазвичай матиме негативний коефіцієнт {\displaystyle K_{1}}, в той час як подушкоподібна дисторсія матиме додатне значення. Складна дисторсія матиме не-монотонний радіальний геометричний ряд де для деяких {\displaystyle r} послідовність змінить знак.
Програмно можна вирівняти ці дисторсії шляхом деформування зображення із зворотньою дисторсією. Визначається як кожен спотворений дисторсією піксель перерахувати у неспотворений піксель, що є не тривіальною задачею через нелінійність рівняння дисторсії. Бічну хроматичну аберацію (фіолетовий/зеленуватий ореол) може значно зменшитись шляхом застосування такої деформації для червоного, зеленого і синього кольорів зображення окремо.